# Karim Ansarifard
Karim Adil Ansarifard (tiếng Ba Tư: کریم انصاری‌فرد; sinh ngày 3 tháng 4 năm 1990) là một cầu thủ bóng đá chuyên nghiệp người Iran hiện thi đấu ở vị trí tiền đạo cho câu lạc bộ Omonia.

## Thống kê sự nghiệp

### Câu lạc bộ
Tính đến 31 tháng 10 năm 2022
| Club              | Season       | League                  | League | League | Cup  | Cup   | Continental | Continental | Other | Other | Total | Total |
| Club              | Season       | Division                | Apps   | Goals  | Apps | Goals | Apps        | Goals       | Apps  | Goals | Apps  | Goals |
| ----------------- | ------------ | ----------------------- | ------ | ------ | ---- | ----- | ----------- | ----------- | ----- | ----- | ----- | ----- |
| Saipa             | 2007–08      | Persian Gulf Pro League | 18     | 1      | 0    | 0     | 5           | 1           | —     | —     | 23    | 2     |
| Saipa             | 2008–09      | Persian Gulf Pro League | 14     | 1      | 1    | 0     | —           | —           | —     | —     | 15    | 1     |
| Saipa             | 2009–10      | Persian Gulf Pro League | 31     | 13     | 1    | 0     | —           | —           | —     | —     | 32    | 13    |
| Saipa             | 2010–11      | Persian Gulf Pro League | 29     | 19     | 1    | 0     | —           | —           | —     | —     | 30    | 19    |
| Saipa             | 2011–12      | Persian Gulf Pro League | 31     | 21     | 0    | 0     | —           | —           | —     | —     | 31    | 21    |
| Saipa             | Total        | Total                   | 123    | 55     | 3    | 0     | 5           | 1           | —     | —     | 131   | 56    |
| Persepolis        | 2012–13      | Iran Pro League         | 31     | 8      | 5    | 4     | —           | —           | —     | —     | 36    | 12    |
| Tractor           | 2013–14      | Iran Pro League         | 28     | 14     | 4    | 2     | 4           | 1           | —     | —     | 36    | 17    |
| Osasuna           | 2014–15      | Segunda División        | 16     | 1      | 1    | 0     | —           | —           | —     | —     | 17    | 1     |
| Panionios         | 2015–16      | Super League Greece     | 27     | 8      | 6    | 1     | —           | —           | 3     | 1     | 36    | 10    |
| Panionios         | 2016–17      | Super League Greece     | 14     | 5      | 1    | 0     | —           | —           | —     | —     | 15    | 5     |
| Panionios         | Total        | Total                   | 41     | 13     | 7    | 1     | —           | —           | 3     | 1     | 51    | 15    |
| Olympiacos        | 2016–17      | Super League Greece     | 9      | 1      | 6    | 1     | 4           | 2           | —     | —     | 19    | 4     |
| Olympiacos        | 2017–18      | Super League Greece     | 25     | 17     | 2    | 1     | 0           | 0           | —     | —     | 27    | 18    |
| Olympiacos        | 2018–19      | Super League Greece     | 0      | 0      | 0    | 0     | 2           | 0           | —     | —     | 2     | 0     |
| Olympiacos        | Total        | Total                   | 34     | 18     | 8    | 2     | 6           | 2           | —     | —     | 48    | 22    |
| Nottingham Forest | 2018–19      | Championship            | 12     | 2      | 0    | 0     | —           | —           | —     | —     | 12    | 2     |
| Al-Sailiya        | 2019–20      | Qatar Stars League      | 20     | 6      | 0    | 0     | 1           | 0           | —     | —     | 21    | 6     |
| AEK Athens        | 2020–21      | Super League Greece     | 34     | 13     | 5    | 0     | 8           | 1           | —     | —     | 47    | 14    |
| AEK Athens        | 2021–22      | Super League Greece     | 29     | 4      | 4    | 1     | 2           | 1           | —     | —     | 35    | 6     |
| AEK Athens        | Total        | Total                   | 63     | 17     | 9    | 1     | 10          | 2           | —     | —     | 82    | 20    |
| Omonia            | 2022–23      | Cypriot First Division  | 7      | 1      | 0    | 0     | 5           | 1           | —     | —     | 12    | 2     |
| Career total      | Career total | Career total            | 375    | 134    | 37   | 10    | 31          | 7           | 3     | 1     | 446   | 152   |

### Quốc tế
Tính đến ngày 7 tháng 2 năm 2024
| Đội tuyển quốc gia | Năm  | Trận | Bàn |
| ------------------ | ---- | ---- | --- |
| Iran               | 2009 | 6    | 2   |
| Iran               | 2010 | 8    | 0   |
| Iran               | 2011 | 10   | 5   |
| Iran               | 2012 | 8    | 1   |
| Iran               | 2013 | 3    | 0   |
| Iran               | 2014 | 6    | 2   |
| Iran               | 2015 | 4    | 1   |
| Iran               | 2016 | 7    | 4   |
| Iran               | 2017 | 4    | 2   |
| Iran               | 2018 | 13   | 3   |
| Iran               | 2019 | 12   | 6   |
| Iran               | 2020 | 1    | 0   |
| Iran               | 2021 | 8    | 3   |
| Iran               | 2022 | 6    | 0   |
| Iran               | 2023 | 2    | 0   |
| Iran               | 2024 | 6    | 1   |
| Tổng               | Tổng | 104  | 30  |

Tính đến ngày 14 tháng 1 năm 2024
Bàn thăng và kết quả của Iran được để trước.
| #  | Ngày                 | Địa điểm                                           | Số trận | Đối thủ            | Bàn thắng | Kết quả | Giải đấu                      |
| -- | -------------------- | -------------------------------------------------- | ------- | ------------------ | --------- | ------- | ----------------------------- |
| 1  | 10 tháng 11 năm 2009 | Sân vận động Azadi, Tehran, Iran                   | 2       | Iceland            | 1–0       | 1–0     | Giao hữu                      |
| 2  | 30 tháng 12 năm 2009 | Sân vận động Suheim Bin Hamad, Doha, Qatar         | 6       | Mali               | 1–0       | 1–2     | Giao hữu                      |
| 3  | 15 tháng 1 năm 2011  | Sân vận động Suheim Bin Hamad, Doha, Qatar         | 17      | CHDCND Triều Tiên  | 1–0       | 1–0     | AFC Asian Cup 2011            |
| 4  | 23 tháng 7 năm 2011  | Sân vận động Azadi, Tehran, Iran                   | 20      | Maldives           | 1–0       | 4–0     | Vòng loại FIFA World Cup 2014 |
| 5  | 23 tháng 7 năm 2011  | Sân vận động Azadi, Tehran, Iran                   | 20      | Maldives           | 2–0       | 4–0     | Vòng loại FIFA World Cup 2014 |
| 6  | 5 thang 10 năm 2011  | Sân vận động Azadi, Tehran, Iran                   | 23      | Palestine          | 2–0       | 7–0     | Giao hữu                      |
| 7  | 11 tháng 10 năm 2011 | Sân vận động Azadi, Tehran, Iran                   | 24      | Bahrain            | 5–0       | 6–0     | Vòng loại FIFA World Cup 2014 |
| 8  | 18 tháng 4 năm 2012  | Sân vận động Azadi, Tehran, Iran                   | 28      | Mauritanie         | 2–0       | 2–0     | Giao hữu                      |
| 9  | 3 tháng 3 năm 2014   | Sân vận động Enghelab, Karaj, Iran                 | 39      | Kuwait             | 3–2       | 3–2     | Vòng loại AFC Asian Cup 2015  |
| 10 | 30 tháng 5 năm 2014  | Sân vận động Hartberg, Hartberg, Áo                | 42      | Angola             | 1–1       | 1–1     | Giao hữu                      |
| 11 | 17 tháng 11 năm 2015 | Sân vận động bóng đá quốc gia Guam, Tamuning, Guam | 48      | Guam               | 5–0       | 6–0     | Vòng loại FIFA World Cup 2018 |
| 12 | 7 tháng 6 năm 2016   | Sân vận động Azadi, Tehran, Iran                   | 52      | Kyrgyzstan         | 4–0       | 6–0     | Giao hữu                      |
| 13 | 7 tháng 6 năm 2016   | Sân vận động Azadi, Tehran, Iran                   | 52      | Kyrgyzstan         | 6–0       | 6–0     | Giao hữu                      |
| 14 | 10 tháng 11 năm 2016 | Sân vận động Shah Alam, Shah Alam, Malaysia        | 54      | Papua New Guinea   | 4–1       | 8–1     | Giao hữu                      |
| 15 | 10 tháng 11 năm 2016 | Sân vận động Shah Alam, Shah Alam, Malaysia        | 54      | Papua New Guinea   | 8–1       | 8–1     | Giao hữu                      |
| 16 | 5 tháng 10 năm 2017  | Sân vận động Azadi, Tehran, Iran                   | 58      | Togo               | 1–0       | 2–0     | Giao hữu                      |
| 17 | 5 tháng 10 năm 2017  | Sân vận động Azadi, Tehran, Iran                   | 58      | Togo               | 2–0       | 2–0     | Giao hữu                      |
| 18 | 8 tháng 6 năm 2018   | Otkritie Arena, Moscow, Nga                        | 64      | Litva              | 1–0       | 1–0     | Giao hữu                      |
| 19 | 25 tháng 6 năm 2018  | Mordovia Arena, Saransk, Nga                       | 67      | Bồ Đào Nha         | 1–1       | 1–1     | FIFA World Cup 2018           |
| 20 | 15 tháng 11 năm 2018 | Sân vận động Azadi, Tehran, Iran                   | 70      | Trinidad và Tobago | 1–0       | 1–0     | Giao hữu                      |
| 21 | 24 tháng 1 năm 2019  | Sân vận đngoj Mohammed bin Zayed, Abu Dhabi, UAE   | 75      | Trung Quốc         | 3–0       | 3–0     | Asian Cup 2019                |
| 22 | 10 tháng 9 năm 2019  | Sân vận động Hồng Kông, Hồng Kông                  | 79      | Hồng Kông          | 2–0       | 2–0     | Vòng loại FIFA World Cup 2022 |
| 23 | 10 tháng 10 năm 2019 | Sân vận động Azadi, Tehran, Iran                   | 80      | Campuchia          | 6–0       | 14–0    | Vòng loại FIFA World Cup 2022 |
| 24 | 10 tháng 10 năm 2019 | Sân vận động Azadi, Tehran, Iran                   | 80      | Campuchia          | 8–0       | 14–0    | Vòng loại FIFA World Cup 2022 |
| 25 | 10 tháng 10 năm 2019 | Sân vận động Azadi, Tehran, Iran                   | 80      | Campuchia          | 10–0      | 14–0    | Vòng loại FIFA World Cup 2022 |
| 26 | 10 tháng 10 năm 2019 | Sân vận động Azadi, Tehran, Iran                   | 80      | Campuchia          | 14–0      | 14–0    | Vòng loại FIFA World Cup 2022 |
| 27 | 30 tháng 3 năm 2021  | Sân vận động Azadi, Tehran, Iran                   | 83      | Syria              | 1–0       | 3–0     | Giao hữu                      |
| 28 | 3 tháng 6 năm 2021   | Sân vận động Al Muharraq, Arad, Bahrain            | 84      | Hồng Kông          | 3–0       | 3–1     | Vòng loại FIFA World Cup 2022 |
| 29 | 11 tháng 6 năm 2021  | Sân vận động Quốc gia Bahrain, Riffa, Bahrain      | 85      | Campuchia          | 7–0       | 10–0    | Vòng loại FIFA World Cup 2022 |
| 30 | 14 tháng 1 năm 2024  | Sân vận động Thành phố Giáo dục, Al Rayyan, Qatar  | 101     | Palestine          | 1–0       | 4–1     | AFC Asian Cup 2023            |